# Obligatorisches Mahnverfahren
Ein obligatorisches Mahnverfahren ist ein Rechtsinstitut des österreichischen Zivilprozessrechts.
Generell ist das Mahnverfahren ein vereinfachtes Verfahren, in dem ein Anspruch auf Zahlung einer Geldforderung geltend gemacht werden kann. Obligatorisch ist dieses Mahnverfahren dann, wenn seine Durchführung nicht im Ermessen des Klägers liegt, sondern entweder eine Zulässigkeitsvoraussetzung für das nachfolgende Streitverfahren oder ein integraler Bestandteil desselben ist. Die Motive zur Einführung eines obligatorischen Mahnverfahrens sind prozessökonomischer Natur: Der Bearbeitungsaufwand soll für alle diejenigen Fälle verringert werden, in denen der Beklagte keine inhaltlichen Einwände gegen die geltend gemachte Forderung erheben kann oder will, sondern aus mangelnder Zahlungsfähigkeit oder sonstigen Gründen bislang nicht geleistet hat. In diesen Fällen hat das Mahnverfahren überdies den Vorteil, dass der Gläubiger vergleichsweise schnell in den Besitz eines Vollstreckungs- oder Exekutionstitels gelangt.
Das österreichische Zivilprozessrecht sieht ein obligatorisches Mahnverfahren in solchen Fällen vor, in denen ausschließlich die Zahlung eines Geldbetrags von nicht mehr als € 75.000,– begehrt wird. 

## Verfahren
Das obligatorische Mahnverfahren ist in §§ 244 ff. ZPO geregelt. Sonderbestimmungen für das Verfahren vor den Bezirksgerichten gibt es in § 448 ZPO und für das Verfahren in Arbeitsrechtssachen in § 56 ASGG.
Nach erster Prüfung der eingelangten Klage erlässt der Richter oder auch Rechtspfleger ohne vorherige Verhandlung oder Anhörung der beklagten Partei den bedingten Zahlungsbefehl, mit dem der beklagten Partei aufgetragen wird den eingeklagten Betrag samt den begehrten Zinsen sowie die vom Gericht bestimmten Kosten binnen vierzehn Tagen der klagenden Partei zu zahlen oder, wenn der geltend gemachte Anspruch bestritten wird, binnen vier Wochen nach Zustellung des Zahlungsbefehls Einspruch zu erheben.
Mit dem bedingten Zahlungsbefehl wird eine erste Entscheidung in der Sache getroffen, gegen die in der überwiegenden Zahl der Fälle kein Einspruch erfolgt, sodass der Prozess rasch und verhältnismäßig kostengünstig durch Schaffung eines Exekutionstitels beendet wird. („Bedingt“ ist der Zahlungsbefehl insofern, als er nur dann vollstreckbar wird, wenn kein Einspruch erhoben wird.)
Ein Zahlungsbefehl darf nicht erlassen werden, wenn
- die Klage zurückzuweisen ist (etwa weil das angerufene Gericht nicht zuständig ist),
- die eingeklagte Forderung schon nach den Angaben in der Klage oder offenkundig nicht klagbar, noch nicht fällig oder von einer Gegenleistung abhängig ist oder wenn der Aufenthaltsort der beklagten Partei nicht bekannt ist,
- die beklagten Partei ihren Wohnsitz, gewöhnlichen Aufenthalt oder Sitz außerhalb Österreichs hat,
- die Klage unschlüssig ist, d. h. die erhobene Forderung aus dem vorgebrachten Sachverhalt rechtlich nicht abgeleitet werden kann.

Im ersten Fall muss die Klage (ohne Anhörung der Parteien) zurückgewiesen werden, in den anderen Fällen muss sofort das ordentliche Verfahren durch Anberaumung einer vorbereitenden Tagsatzung zur mündlichen Verhandlung eingeleitet werden.
Der Zahlungsbefehl muss der beklagten Partei mit der Klage zugestellt werden; wird das Mahnverfahren mit Hilfe automationsunterstützter Datenverarbeitung durchgeführt (siehe dazu weiter unten) und gibt der Zahlungsbefehl den gesamten Inhalt der Klage wieder, ersetzt seine Zustellung die Zustellung der Klage.

## Einspruch
Bestreitet der Beklagte die geltend gemachte Forderung, kann er binnen vier Wochen nach Zustellung des Zahlungsbefehls dagegen Einspruch (§ 248 ZPO) erheben. Dadurch tritt der Zahlungsbefehl außer Kraft; richtet sich der Einspruch ausdrücklich nur gegen einen Teil der Forderung, tritt der Zahlungsbefehl nur in diesem Umfang außer Kraft. Nach einem Einspruch ist das ordentliche Verfahren (durch Anberaumung der vorbereitenden Tagsatzung zur mündlichen Verhandlung) einzuleiten.
Ein Rechtsmittel ist gegen die Erlassung des Zahlungsbefehls nicht zulässig. Nur die im Zahlungsbefehl enthaltene Kostenentscheidung kann für sich allein mit Rekurs bekämpft werden.
Erhebt die beklagte Partei keinen Einspruch, wird der Zahlungsbefehl nach Ablauf der Einspruchsfrist vollstreckbar. Das Gericht übersendet der klagenden Partei eine Ausfertigung des Zahlungsbefehls mit einer Bestätigung der Vollstreckbarkeit.
Damit ist der Zahlungsbefehl ein Exekutionstitel (§ 1 Z. 3 EO), das heißt, dass damit die Exekution (Zwangsvollstreckung) wie etwa auf Grund eines rechtskräftigen Urteils  begehrt werden kann.
Wie ein Urteil nach Eintritt der Rechtskraft entfaltet auch der vollstreckbare Zahlungsbefehl ähnliche Wirkungen wie dieses, z. B. Einmaligkeitswirkung („ne bis in idem“, Prozesshindernis der entschiedenen Sache), Bindungswirkung u. a.

## Automatisierung
Entsprechend der in § 250 ZPO normierten Ermächtigung wird das obligatorische Mahnverfahren mit Hilfe der automationsunterstützten Datenverarbeitung (ADV) geführt. Zu diesem Zweck müssen klagende Parteien ihre Klagen mit Hilfe eines offiziellen Formblattes für eine so genannte Mahnklage oder nach dem Schema dieses Formulars einbringen. Der so standardisierte Klagsinhalt wird in das ADV-System der österreichischen Justiz eingegeben, sofern die klagende Partei die Klage nicht schon selbst im Wege des elektronischen Rechtsverkehrs (ERV) in das System eingespielt hat. 
Die Zahlungsbefehle werden zentral durch das Österreichische Bundesrechenzentrum gedruckt und versendet. 
Auch das Datum der Zustellung der Zahlungsbefehle sowie die Einspruchsfrist werden mit Hilfe der ADV erfasst und überwacht.
Kann ausnahmsweise der Zahlungsbefehl nicht ADV-unterstützt ausgefertigt werden, geschieht dies unter Verwendung einer Gleichschrift oder Kopie der Klage und einer entsprechenden Stampiglie („händischer Zahlungsbefehl“).